# Jean Elias
Jean Elias Peixoto (* 5. Dezember 1969 in Alegre) ist ein ehemaliger brasilianischer Fußballspieler.

## Karriere
Elias begann seine Karriere 1995 bei Desportiva Ferroviária. 1996 wechselte er zum Erstligisten Cruzeiro EC. 1996 gewann er mit dem Verein den Copa do Brasil. 1997 unterschrieb er einen Vertrag beim japanischen Erstligisten Cerezo Osaka. 1998 kehrte er zu Cruzeiro EC zurück. 1998 erreichte er das Finale des Copa do Brasil und Campeonato Brasileiro Série A. 1999 wechselte er zu EC Bahia. Danach spielte er bei Avaí FC und América Mineiro. 2006 beendete er seine Karriere als Fußballspieler.

## Erfolge
Athlético Paranaense
- Série B: 1995

Cruzeiro EC
- Brasilianischer Pokalsieger: 1996

Bahia
- Copa do Nordeste: 2001